# Optocsatoló

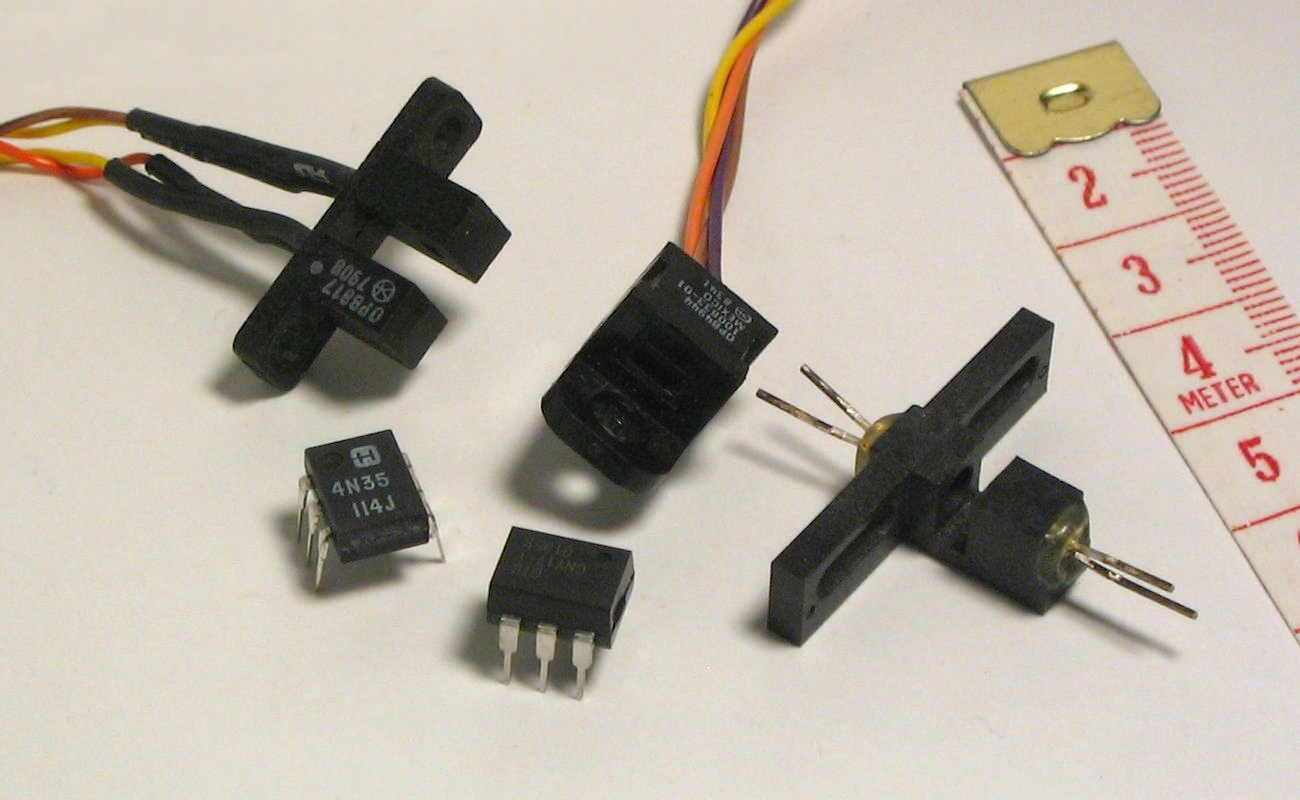
1. ábra: Különböző kialakítású optocsatolók

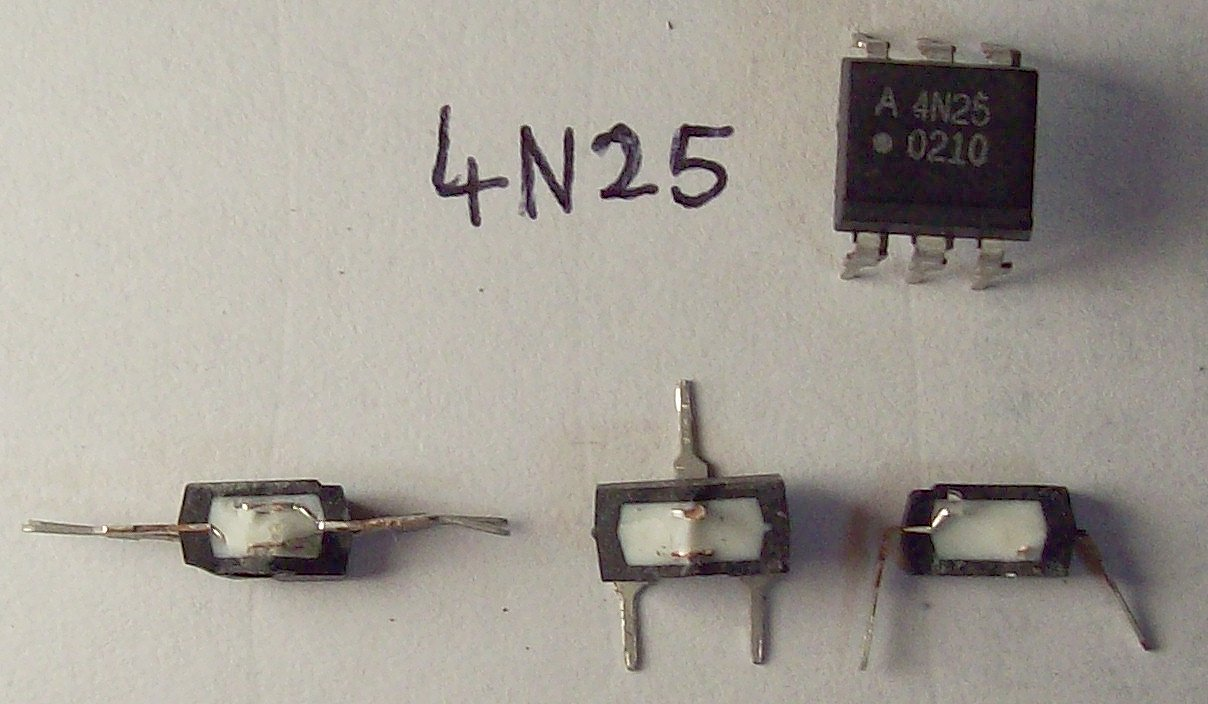
2. ábra: Optocsatoló DIL-foglalatban

Az optocsatoló olyan elektronikai alkatrész, amely fémes/galvanikus kapcsolat nélküli egyirányú (ritkábban kétirányú) jel/adatátvitelt biztosít különböző elektromos feszültségszinten lévő áramkörök között, infravörös fény segítségével. Egy optocsatoló áll egy világító diódából (LED) és egy fényérzékelő eszközből (például fotodióda, fototranzisztor, triak stb.). 
Optocsatolót tartalmaznak például a régi, golyós letapogatású egerek, a számítógépek kapcsolóüzemű tápegységeinek feszültségszabályozó áramkörei. A nyomtatófej szélső helyzetét is optocsatoló érzékeli.

## Története
A félvezetőkből álló optocsatoló dokumentálható története 1927-be nyúlik vissza: Oleg Vlagyimirovics Loszev ekkor adott be fényrelé szabadalmat (12191 szám alatt), amely karborundum (szilícium-karbid) világító diódát és félvezető tulajdonságú cinkit fényérzékelőt tartalmazott.
A mai, modern értelemben vett félvezetőkből felépülő optocsatolót Akmenkalns és társai szabadalmaztatták az Egyesült Államokban 1963-ban (szabadalom száma: 3417249). A fotoellenállást tartalmazó optocsatoló 1968-ban jelent meg kereskedelmi forgalomban és elsősorban zenei átvitelhez alkalmazták jó linearitása miatt. A világítódiódák tömeges elterjedésével napjainkra minden félvezetőgyártó cég készít optocsatolókat.

## Alkalmazási terület
Optocsatolókat olyan esetekben alkalmaznak, ha élet- és vagyonvédelmi okokból nagyon fontos a két áramkör elválasztása: 
- a vezérlő elektronika és a működtetett áramkörök más feszültségszintet használnak (például elektronika 5 V, működtetett áramkör 24 V= vagy 230 V~);
- ha a működtetett áramkörben gyakoriak a feszültségcsúcsok, amelyek a vezérlő elektronika működésében zavart vagy végleges károsodást okoznának;
- azonos feszültségű, de különböző polaritású áramkörök között;
- orvosi berendezésekben és minden olyan esetben, ahol nem engedhető meg, hogy vezetékekkel tartós kapcsolatban lévő személy áramütést szenvedjen;

Fentieken kívül az optocsatolókat elterjedten használják még:
- elmozdulás mérésre, impulzusok számlálására (például golyós egér);
- érzékelésre (például a nyomtatófej véghelyzet visszajelzése is ilyen megoldású);
- adatátvitel, kommunikáció (ISDN, RS232-RS485, telefon);
- motorvezérlés (léptető- és szervomotorok hajtása).

## Működési elve

3. ábra: Optocsatoló működési elve

Az optocsatoló működési elvét a 3. ábra szemlélteti: az ábra bal oldalán lévő áramforrás egy korlátozó ellenálláson (áramgenerátoros jelleg) át táplálja a világító diódát. 
- Alaphelyzetben az ábra bal oldalán lévő kapcsoló nyitott állapotú, így a világító dióda sötét (nem ad fényt).  Az optocsatoló jobb oldalán lévő fototranzisztor zárt állapotban van (szakadásként jelentkezik).
- Ha a kapcsoló záródik, a világító dióda fényt bocsát  ki, amelyet a tőle elektromosan gondosan elszigetelt fototranzisztor bázisa érzékel. Hatására a fototranzisztor kinyit (zárja a saját áramkörét) és a fogyasztóként kapcsolt kis teljesítményű áramkört (a 3. ábrán az egyszerűség kedvéért egy másik világító diódát) működteti.

Természetesen a bal oldali kapcsoló zárása történhet elektronika által (valamilyen jel- vagy jelsorozat hatására) és a fototranzisztor működtethet elektronikát vagy kisebb jelfogót. A kétirányú kommunikációt egyszerűbb esetben úgy oldják meg, hogy ellentétes értelemmel egy másik optocsatolót is bekötnek, amely az elsőtől függetlenül működik. Léteznek azonban olyan kialakítású optocsatolók, amelyek olyan félvezetőket tartalmaznak, amelyek világító diódaként és fényérzékelőként is funkcionálhatnak. A teljes kapcsolás az itt vázolttól lényegesen bonyolultabb is lehet, mert igény szerint szintáttevő, szűrő-, túlfeszültségvédő és jelformáló áramkörökkel is kiegészíthetik.

## Tulajdonságai

4.ábra: Optocsatoló rajzjele

Az optocsatolók kiváló elektromos szigeteléssel rendelkeznek a világtó dióda és a fényérzékelő elem között. Tipikusan 1000-5000V átütési szilárdsággal rendelkeznek a két áramkör között. Egy adott típusú optocsatoló konkrét értékeit a gyártóművi adatlapokból lehet megállapítani.
Az optocsatolók a többi félvezetőhöz képest meglehetősen lassúak, többségük csak 50-200 kHz frekvenciájú jeleket képes továbbítani. Speciális fotodiódás érzékelők esetén a felső határfrekvencia 10 MHz is lehet.
Az optocsatolót mindig a katalóguslapokban megadott értékű korlátozó ellenálláson át kell a működtető feszültségre kötni, különben a benne lévő LED tönkremegy.
Függetlenül a nyitott vagy zárt tokozástól, az optocsatolók többnyire infravörös fényű átvitelt használnak. Az infravörös fény használatának előnye, hogy a világítás (például a szerelő, javító személy lámpája) nem ad hamis indítójelet. Hátránya, hogy szabad szemmel nem figyelhető meg a működése.

## Rajzjel
Az optocsatoló egyszerűsített rajzjelét a 4. ábra tartalmazza.

## Főbb változatai
Az optocsatolók legfontosabb változatai az 1. táblázatban vannak feltüntetve. Alkalmazási céltól függően még számos változat létezik, azonban valamennyi változat közös jellemzője a külső (csatlakoztatott) áramköri elemek számának minimalizálására való törekvés (az áramköri elemek egyetlen tokba sűrítésével).
1. táblázat: Főbb optocsatoló típusok és jellemző alkalmazási területük
|  | A leggyakoribb optocsatoló, amelynek feladata a két áramkör galvanikus elválasztása. Fényérzékelőként fototranzisztort használnak. Ritkábban a fototranzisztor bázisát is kivezetik, abból a célból, hogy a fényérzékelést (például meghibásodás esetére) elektromosan is le lehessen tiltani. |
|  | Az optikai kapcsoló folyamatosan működő (világító) diódája és a fényérzékeny elem közötti kapcsolatot egy elmozduló tárgy (például egy nyomtatófej véghelyzete), számlálás vagy mérés esetén pedig egy fogastárcsa küllői (golyós egér) szakítja meg. |
|  | A reflex szenzorban a jeladó és vevő elem szöget zár be. Határozott érzékelés csak akkor történik, ha a szenzor előtt egy meghatározott - a szenzorra jellemző - távolságban tárgy van és arról a világító dióda infravörös fénye visszaverődik. Ha a reflex szenzorra jellemző távolságban egy tárgy elhalad (számlálás, érzékelés) vagy megváltozik a mintázat (szkenner funkció), akkor a fényérzékelő elemen feszültségváltozás következik be, amelyet elektronikus áramkörök dolgoznak fel. Az ilyen típusú érzékelőkkel 0,1mm felbontás is elérhető. |
|  | A darlington tranzisztoros kimenetet akkor alkalmazzák, ha az egyetlen fototranzisztor teljesítménye vagy áramerősítési tényezője nem elegendő az adott feladat végrehajtására. |
|  | Fototirisztoros kimenetű optocsatolót relék, jelfogók közvetlen működtetésére használnak, elektromechanikus berendezésekben. |
|  | Fototriak kimenetű optocsatolót relék, jelfogók, kisebb elektromotorok közvetlen vezérlésére használnak. |
|  | Műveleti erősítős optocsatolókat főként a hangtechnikában (MIDI-csatoló) alkalmaznak. A fotodiódára eső fény által keltett feszültség egy műveleti erősítőn át jut az emitterkövetős kimenetre. A teljes áramkör egyetlen integrált áramköri tokban van. |